# NGC 3484
NGC 3484 is een niet-bestaand object in het sterrenbeeld Draak. Het hemelobject werd op 5 april 1832 ontdekt door de Britse astronoom John Herschel.